# Santiago Carreras (rugbista)
Santiago Carreras (Córdoba, 30 de marzo de 1998) es un rugbista argentino que se desempeña mayoritariamente como full back (mostrando fuertes falencias de apertura)y juega en el Bath Rugby de la Premiership de Inglaterra. Es internacional con los Pumas desde 2019.

## Carrera
Se formó deportivamente en el Córdoba Athletic Club, jugando como fullback y debutó en la primera con solo 18 años; en 2016.

### Jaguares
En 2018 formó parte de los Jaguares, la franquicia argentina que compitió en el Súper Rugby. Al año siguiente jugó en la Currie Cup sudafricana con el equipo de reserva: Jaguares XV.
Debido a la pandemia de COVID-19, el certamen del Súper Rugby 2020 fue suspendido y Jaguares se extinguió poco después.

### Rugby en Inglaterra
En diciembre de 2020 se anunció su incorporación al Gloucester Rugby de la Premiership Rugby de Inglaterra. Se anunció su renovación en junio de 2022.
Para la temporada 2025-26 se confirmó su fichaje por el Bath Rugby, también de Inglaterra.

## Selección nacional
Representó a los Pumitas y jugó el Campeonato Mundial Juvenil. Además, también jugó para los Pumas Seven.
En noviembre de 2018 Mario Ledesma lo seleccionó a los Pumas para la gira a Europa, pero finalmente no jugó. Debutó contra los Springboks, durante The Rugby Championship 2019.

### Participaciones en Copas del Mundo
Ledesma lo convocó a Japón 2019 como wing, suplente de Matías Moroni y Ramiro Moyano. Jugó todas las pruebas y le marcó un try a Tonga.
| Mundial                       | Sede    | Resultado      | PJ | Tries |
| ----------------------------- | ------- | -------------- | -- | ----- |
| Copa Mundial de Rugby de 2019 | Japón   | Fase de grupos | 4  | 1     |
| Copa Mundial de Rugby de 2023 | Francia | 4º puesto      | 7  | 2     |

Cheika lo convocó a Francia 2023 como el apertura titular.